# Svetozar Vukmanović
Pour les articles homonymes, voir Tempo (homonymie).
Svetozar Vukmanović dit Tempo (en serbe : Светозар Вукмановић-Темпо), né le 14 août 1912 à Podgora, près de Cetinje, et mort le 6 décembre 2000 à Rijeka Reževići, près de Budva, était un cadre communiste monténégrin, membre du Comité central de la Ligue des communistes de Yougoslavie. Pendant la Seconde Guerre mondiale, il effectua des missions en Bulgarie, Grèce et Albanie et devint le représentant personnel de Tito en Macédoine. Après la Libération, il occupa des postes importants et fut déclaré Héros national de la Yougoslavie. 

## Enfance
Svetozar Vukmanović est le fils de Nikola Vukmanović et de Marija Pejović. Il est né dans le village de Podgora, au Monténégro. Afin de gagner de l'argent, son père partit quelque temps en Amérique du Nord où il travailla en tant que mineur. Après la Première Guerre mondiale, il s'oppose à l'unification de la Serbie et du Monténégro ; il est arrêté par les autorités royales yougoslaves et passe deux ans en prison au début des années 1920.

## Études
Svetozar achève son éducation primaire avec succès puis entre dans un lycée de Cetinje. Il découvre le communisme grâce à son frère aîné Đuro, qui avait étudié à Paris et était membre du PCF. En 1931, il part étudier le droit à Belgrade. Là, il prend activement part au mouvement révolutionnaire étudiant et adhère au parti en 1933. C'est à cette époque qu'il prend le surnom de Tempo, qui traduit son caractère pressé.

## Seconde Guerre mondiale
Après avoir été diplômé en 1937, il se consacre au Parti communiste, alors interdit, et il est élu au Comité central en 1940. Après l'invasion des troupes allemandes et italiennes en 1941, Vukmanovic devient commandant de l'Armée populaire de libération de la Bosnie-Herzégovine, puis, en 1942, il rejoint les combats en Macédoine, où il joue un rôle clé dans la Résistance et participe à la création de la République socialiste de Macédoine.

## L’après guerre
Après la guerre, il est nommé vice-ministre de la Défense et chef de la politique de l'Armée yougoslave, poste qu'il occupe jusqu'en 1948. Il est ensuite promu à divers postes importants au sein du gouvernement fédéral, dont celui de vice-président entre 1953 et 1958. Il a ensuite dirigé jusqu'en 1967 l'union yougoslave. Il est membre du Comité central du parti jusqu'en 1968.

## Retrait de la vie politique
Après son retrait de la vie politique, il participe dans les années 1980 à un album du groupe de Sarajevo Bijelo dugme.